# جوایز موسیقی ای‌آرآی‌ای ۲۰۱۷
سی و یکمین دوره جوایز موسیقی انجمن صنعت ضبط استرالیا (که عموماً به عنوان جوایز موسیقی ای‌آرآی‌ای یا به سادگی ای‌آرآی‌ای شناخته می‌شوند) مجموعه ای از مراسم اهدای جوایز است که شامل جوایز صنعت‌گر ای‌آرآی‌ای ۲۰۱۷، جوایز مشاهیر تالار ای‌آرآی‌ای، جوایز فاین آرتز ای‌آرآی‌ای و جوایز ای‌آرآی‌ای است. مراسم اهدای جوایز ای‌آرآی‌ای در ۲۸ نوامبر ۲۰۱۷ برگزار شد و از مرکز رویدادهای ستاره، سیدنی در اطراف استرالیا از شبکه نه پخش شد. شبکه ناین آخرین بار جوایز را در سال ۲۰۱۳ پخش کرده بود.